# Hybomys planifrons
El ratón listado de Miller (Hybomys planifrons) es una especie de roedor de la familia Muridae.

## Distribución geográfica yhábitat
Es endémico de la selva guineana occidental de tierras bajas de Liberia, Costa de Marfil, Guinea y Sierra Leona. 

## Estado de conservación
Se encuentra amenazada de extinción por la pérdida de su hábitat natural.